# Acrolophia lunata
Acrolophia lunata är en orkidéart som först beskrevs av Rudolf Schlechter, och fick sitt nu gällande namn av Schltr. och Harry Bolus. Acrolophia lunata ingår i släktet Acrolophia och familjen orkidéer. Inga underarter finns listade i Catalogue of Life.